# Aue
Aue – część miasta (Ortsteil) Aue-Bad Schlema w Niemczech, w kraju związkowym Saksonia, w powiecie Erzgebirgskreis. Do 31 grudnia 2018 miasto. Do 29 lutego 2012 w okręgu administracyjnym Chemnitz. Do 31 lipca 2008 siedziba powiatu Aue-Schwarzenberg. Liczy 16 012 mieszkańców (31 grudnia 2017), położona w Rudawach u ujścia strumienia Schwarzwasser do Zwickauer Mulde.
W czasach NRD miejsce intensywnego wydobycia rud uranu. W mieście rozwinął się przemysł drzewny, maszynowy, metalowy, odzieżowy oraz włókienniczy. Dziś miejscowość turystyczna.

## Sport
- FC Erzgebirge Aue – klub piłkarski

## Miasta partnerskie
- Włochy: Genua
- Czechy: Kadaň
- Bułgaria: Panagjuriszte
- Nadrenia Północna-Westfalia: Solingen